# خورشیدگرفتگی ۳۰ دسامبر ۱۸۱۵
خورشیدگرفتگی ۳۰ دسامبر ۱۸۱۵ (به انگلیسی: Solar eclipse of 30 December 1815) یک خورشیدگرفتگی از نوع خورشیدگرفتگی جزئی بود. این خورشیدگرفتگی در تاریخ  ۳۰ دسامبر ۱۸۱۵ روی داد که زمان اوج آن، ساعت ۱۴:۳۸:۳۹ به‌وقت ساعت هماهنگ جهانی بوده‌است.